# Stefano Rajola
Stefano Rajola (Pescara, 13 giugno 1972) è un ex cestista e allenatore di pallacanestro italiano.

## Carriera
Gioca 9 campionati professionistici con le maglie di Reggio Calabria, Napoli, Teramo, Ferrara, Scafati e Novara tra Serie A e Legadue. Nel 2007 scende di categoria prima a Ferentino e poi a Chieti nell'allora B d'Eccellenza (divenuto poi Serie A Dilettanti e Divisione Nazionale A), terzo campionato nazionale italiano.
La categoria più bassa in cui milita è la Divisione Nazionale B (quarto campionato nazionale) con l'Amatori Pescara prima della riforma che la unirà con la DNA, in cui Stefano passerà dal ruolo di giocatore a quello di allenatore di professione. 
Nel 2018-2019, alla sua seconda stagione da allenatore, conquista la promozione in serie A2 con l’Amatori Basket Pescara. Dopo due stagioni nel Campetto Ancona, in Serie B, Il 14 ottobre 2021, viene annunciato come nuovo vice allenatore della Fortitudo Bologna in serie A1. Nel 2022-2023 allena il Caffè Mokambo Chieti nel campionato di Serie A2. 
Nella stagione seguente firma con la Tecnoswitch Ruvo di Puglia, squadra militante in Serie B Nazionale, raggiungendo le semifinali playoff per la promozione in serie A2. 
Nel 2024-2025 vince i playoff battendo in finale gli Herons Montecatini, ottiene la promozione in serie A2 e il titolo di "Coach of the Year".